# ガス気球

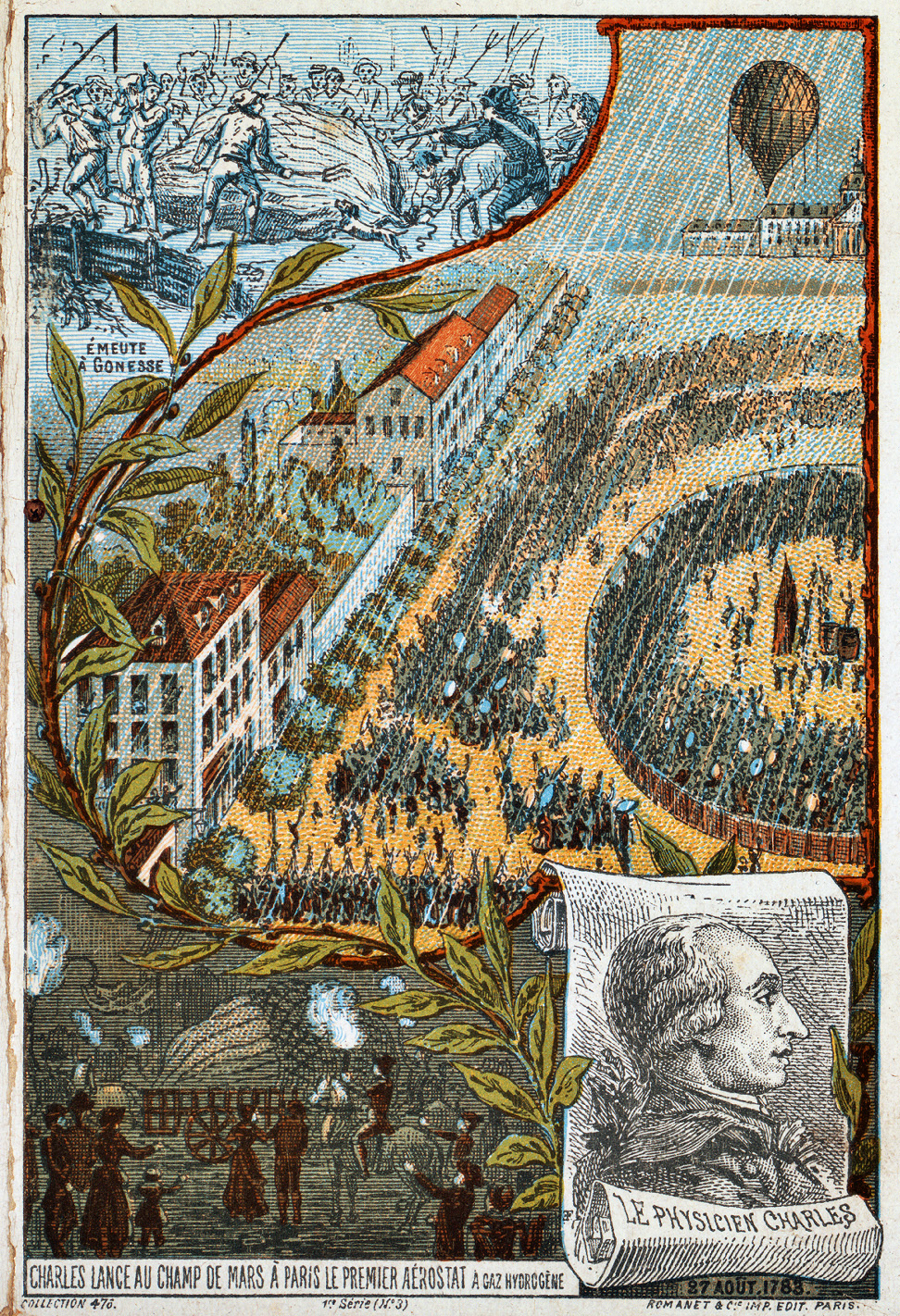
1783年8月27日にパリのシャン・ド・マルス公園で行なわれたガス気球の初飛行のイラスト（19世紀以降に描かれたイラスト）。

ガス気球（ガスききゅう）とは、静的浮力を持つ空気よりも軽い気体（ヘリウム、水素、あるいは石炭ガスなど）で満たされた気球のこと。人類初めてのガス気球による有人飛行に成功したジャック・シャルルにちなみ、シャルリエールとも呼ばれる。
乗用ガス気球は1783年の有人飛行後にヨーロッパを中心に急速に普及するが、行き先が風任せな乗り物であるため、操縦のできる実用的な気球を開発すべく数多くの人々の研究や実験が重ねられ、のちに推進装置を装備し自由に操縦可能にした飛行船（あるいは航空船）が開発された。
ガス気球は、日本ではかつて、軽気球や風船といわれた時代がある。

## ガス気球の種類
日本ではガス気球は使用形態により大きく分けて、係留気球（繋留気球）や、自由気球（遊動気球）とノンリフトバルーンに大別され、さらに使用目的により多くの呼称がある。

### 係留気球
係留気球（Captive balloon）とは、地上などからロープにより気球が繋がれる形態のガス気球の総称である。
係留気球には軍事用の偵察気球（凧式気球）や阻塞気球、アドバルーンなどの広告気球や、気象観測・各種環境観測用気球、巨大なガス気球のゴンドラに観光客が乗り込む観光用気球や、シートベルトを付けた人が空中を浮揚するアトラクション用気球などがある。

### 自由気球
自由気球とは、気球を繋留することなく静的浮力と風の吹くままに浮遊を続けるガス気球の総称である。
自由気球には後述の有人で上昇下降の操縦を行なうレジャースポーツ用のガス気球をはじめ、無人の玩具用ゴム風船などによるガス風船による風船飛ばしやゴム気球などによる高層気象観測（ラジオゾンデ、測雲気球、測風気球、高高度気球など）、軍事兵器の風船爆弾や係留気球の係留索切断に備えた操縦訓練用のもの、啓発活動のビラ撒き用のビラ風船などがある。

### ノンリフトバルーン
ノンリフトバルーンとは、浮力を大気の密度に調整し、一定の高度を保ち気流に乗り浮遊するガス気球である。
形状は球体をはじめ、正三角錐型（テトラ型）があり、材質はPETを主材料に作られ、レーダー反射を目的に使うものは、表面にアルミニウムを蒸着したフィルムで製作される。ノンリフトバルーンは主に乱気流や公害などの気象や環境調査の観測目的で使われる。

## 歴史
ガス気球による最初の飛行は、ジャック・シャルルとロベール兄弟により1783年8月27日に無人飛行が行なわれ、2回目の水素を充填したガス気球がモンゴルフィエ兄弟による熱気球の最初の有人飛行から10日後の1783年12月1日にジャック・シャルルとロベール兄弟により有人飛行に成功した。
気球の有人飛行は熱気球が最初であったものの、一度飛ばすだけで火炎により球皮がぼろぼろになり再使用しにくく、飛行中に引火のおそれもあるためデメリットが多く、水素や石炭ガスによる引火爆発の危険はあるものの、繰り返し使用できる点でメリットが大きいガス気球が、以後軍事や冒険、高層観測や興業イベントなどで一般に使われるようになった。
なお、1930年代にガス気球を使用してイギリスのロンドンからドーバー海峡を横断しフランスのパリまで行こうと試みた冒険家3名がおり、1936年5月23日に飛行を開始したもののロンドン市内でタワーに激突し墜落。死亡する事故が起きている。
日本ではガス気球が輸入される明治初期以降は、多くの場合、軍事関係や、博覧会などの見世物、一部の興業イベントで水素や石炭ガスによるガス気球や係留気球、飛行船が使われるにとどまった。
第二次世界大戦後は日本では水素による玩具用ガス風船やアドバルーンなどのガス気球が全般に使われていたが、有人飛行には用いられず、1980年代には露店販売の玩具用ガス風船が水素からヘリウムに代わり、昭和末期以降は風船飛ばし用の風船やアドバルーンなどの係留気球も水素からヘリウムガスへの転換が進められており、現在では高層気象観測などのゴム気球や一部のアドバルーン用の充填ガスに水素が使われる程度となっている。
またヘリウムによるガス気球は、現在では大量にガスを必要とする高高度気球や飛行船、アトラクション目的の有人係留気球、気球による有人の長時間滞空飛行などの冒険飛行で使われることが多い。

## ガス気球の操縦法

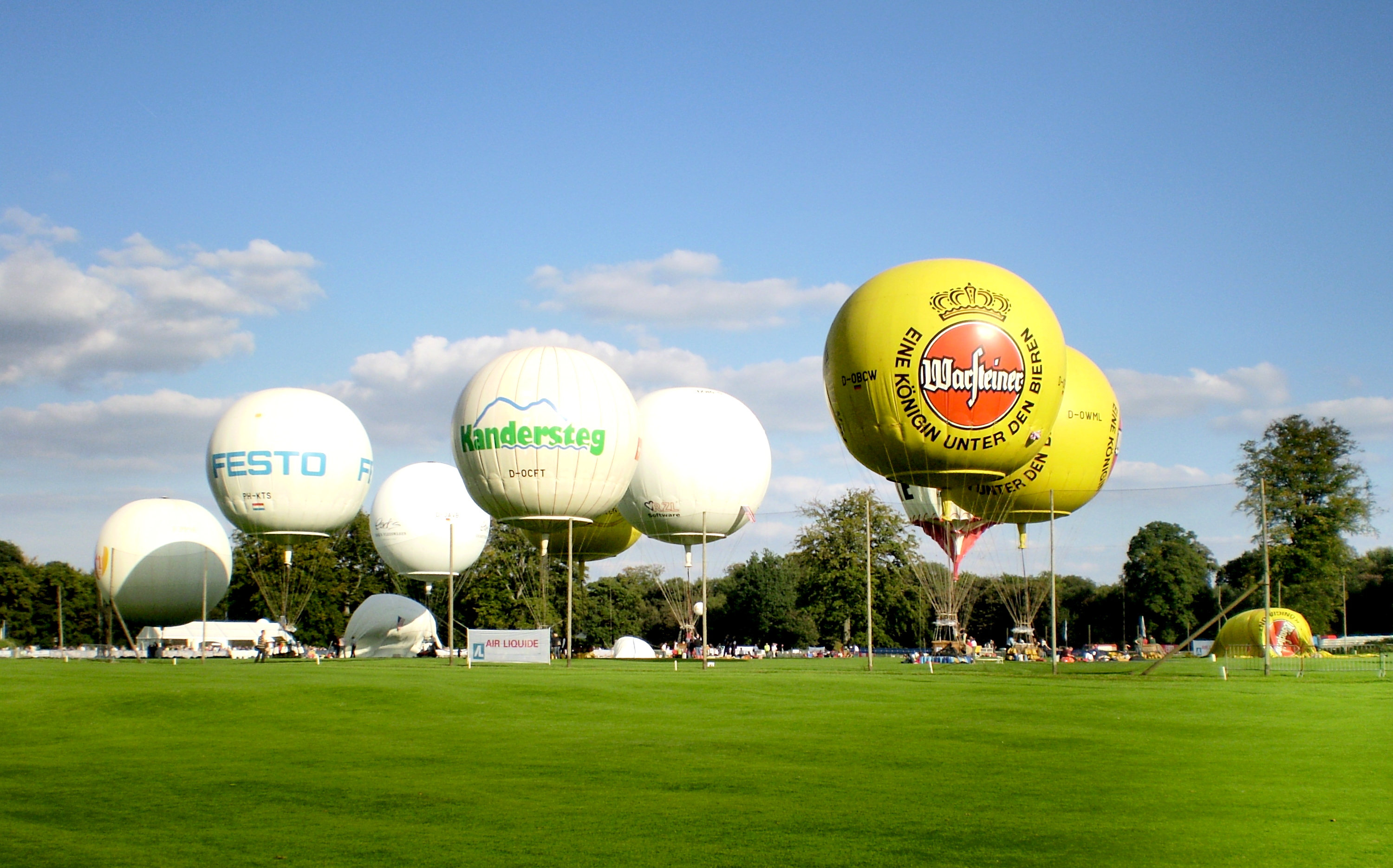
2007年にブリュッセルで開催されたゴードンベネット気球レースの様子。

ガス気球は水素、石炭ガス、ヘリウムガスなどの大量の浮揚ガスをガス注入口から気嚢に注入するが、可燃性ガスを使用する場合は周辺地域は禁煙はもとより火気厳禁の徹底が行なわれる。
ガスの注入の際にはまずガス気球の気嚢を広げ異常がないかを確認し、その上にバランスよく気嚢を覆う球状のネットを被せ、ネットの末端にある沢山のシュラウドラインに気嚢を囲むようにバラスト（おもり）を付けた上で気嚢の注入口にガスを入れて膨らます。
ガスの注入後はガス注入弁ロープを引くとガス注入弁が閉じられるので、気嚢とゴンドラを繋ぐためにシュラウドラインをゴンドラのバスケットリングに取り付ける。（無人でガス気球を飛ばすことのないように飛行前までゴンドラの側面に相当量のバラストを付けておく必要がある。）
乗り込む際には精密な高度計やバルーンパイロットのライセンス、必要に応じて無線機や携帯電話、GPSなどの航跡追跡装置などを搭載する。 またそれとは別に万一の際に気球の急上昇ができるようにするため、最低でも30kg程度のバラスト用の砂と、砂を少量ずつ落とすための小さいスコップ（園芸用こて）と、ナイフを持ち込む。
飛行後は、過大な浮力による急速な気球の上昇を止めるため、適切にガス排気ロープを引くと、引いた時だけガス排気口からガスが抜けて、上昇速度が押さえられる。また浮力が落ちた場合は、バラストの砂を落として気球本体の重さを軽くすると、浮力を上げることができる。(前述の1936年の事故の映像でも浮力を上げ、タワーを回避すべく激突前に砂を落とす様子が見られる)
気球を降下する場合は、ガスの排気とバラストの落下を行いながら、落下速度をコントロールし着地を行なう。
ガイドロープ（ドラッグライン）を落下させて地上に垂らすと、気球を一定の高度に保持させやすく、降下時も緩慢な着陸を行なうことができるが、地上にガイドロープの痕跡を残すデメリットもある。使う場合はガイドロープを固定している細いロープをナイフで切断し使用する。 
なお、赤いロープのリップラインを引くと、気嚢の一部（リップパネル）が破れてガスが抜けるので、浮力が失われる。前方に高圧線があり衝突が予想される場合や、強風で着地後に気球本体が引きずられることを防ぐために、地上もしくは地上に近い高度でリップパネルが開かれる場合があるが、リップラインは容易に操作されないために手が届きにくい高所に取り付けられる。
ヨーロッパでは、1783年のジャック・シャルルの水素ガス気球による有人飛行以来、ガス気球による見世物飛行や気球による冒険飛行のチャールズ・グリーンが多くの一般人を無事故でガス気球に乗せた実績や、ガス気球によるゴードン・ベネット気球レースも行なわれるなど200年以上のガス気球の歴史があり、ドイツなどのヨーロッパでは熱気球クラブだけでなくガス気球クラブが多く存在し、一部でヘリウムガスに浮揚ガスを転換している団体もあるものの高価であることから、現在でも水素ガスを使用している団体もあるといわれる。
しかし日本では、第二次世界大戦以前に民間で気球を所有や搭乗できた一般人はほとんどいなかったことや、大戦後のプロパンガス容器の普及と熱気球の球皮の使用に耐えられる耐熱性の合成繊維が大量生産されたことから、民間レジャー用の乗用気球としては引火爆発の危険性のある水素や高価なヘリウムガスによるガス気球が普及することなく、1969年（昭和44年）9月27日の「イカロス5号」による日本初の熱気球の有人飛行が成功して以降、入手のしやすいプロパンガスを燃料とする熱気球が日本国内では主流となった。